# Скитонемин
Скитонемин је екстрацелуларни пигмент и секундарни метаболит кога синтетизирају многе врсте цијанобактерија укључујући припаднике родова Nostoc, Scytonema, Calothrix, Lyngbya, Rivularia, Chlorogloeopsis, Hyella, итд. Цијанобактерије које синтетизирају овај пигмент најчешће живе у средини са високом инсолацијом као што су пустиње, полупустиње, стене, клифови, морска крајбрежја, итд.
Пигмент је открио швајцарски ботаничар Карл Негели 1849 године, иако је његова структура остала неоткривена до 1993 године. Ради се о ароматичном идолном алкалоиду, изграђеном од две идентичне јединице састављене од кондензационих продуката ароматичних аминокиселина триптофан и тирозин. У зависности од редокс услова, може да се јави у две интер-конвертабилне форме: оксидирана жуто-браон форма, која је нерастворљива у води и слабо растворљива у органским растварачима, као што је пиридин, и редуцирана форма у светло-црвеној боји, која се боље раствара у органским растварачима. Скитонемин апсорбира интензивно и екстензивно у ултраљубичастом и видљивом спектру, са in vivo максималном апсорпцијом на 370 nm и in vitro максималном апсорпцијом на 386 и 252 nm, и са мањим пиковима на 212, 278 и 300 nm.
Сматра се да скитонемин делује као јако ефикасан филтер УВ-зрака у цијанобактеријама, које настањују претежно копнена станишта. Зраци УВ-А и УВ-Б таласних дужина делују као најјачи тригер за његову биосинтезу и акумулацију у екстрацелуларном матриксу бактерија.
Недавно, Couradeau и срадници су открили да цијанобактериски биофилмови у пустињским и полупустињским областима загревају површину тла за 10 °C изнад температуре околног тла. Овај ефект се дужи дисипацији апсорбираних фотона од стране биолошких пигмената као скитонемин у топлотну енергију. 

## Биосинтеза
Биосинтеза скитонемина у бактерији Lyngbya aestuarii је недавно евидентирана од Ваlskusа и сарадника. Она се одвија преко конверзије L-триптофана у 3-индол пирувичне киселине праћено спајањем са р-хидроксифенилпирувичном киселином. Циклизација тако добивене  β-кетокиселине даје као продукт трициклични кетон. Даља оксидација и димеризација даје финални продукт, скитонемин. Неопходни и специфични за ову биосинтезу су три ензима.